# 2004年烏克蘭總統選舉
2004年烏克蘭總統選舉於2004年10月31日舉行。如果無人得到過半數選票就將會於11月21日舉行第二輪投票。本次選舉是烏克蘭在1991年從前蘇聯獨立之後的第四次總統選舉。

## 背景
2004年11月21日，由反對派領導人尤先科與時任總理維克多·亞努科維奇進入第二輪投票決一勝負。這次選舉是於一個極度緊張的政治氣氛下舉行，因為傳媒多數報導當局恐嚇選民和反對派候選人尤先科懷疑被對手落毒陷害而身中二噁英劇毒。
根據烏克蘭選舉法，两轮选举制適用於總統選舉中，候選人必須贏得所有的選票的過半數（50%以上）才會當選。第一輪投票2004年10月31日舉行，由於沒有候選人獲得50％以上的選票，得票最高的兩名候選人，尤先科和亞努科維奇會進入決勝輪投票中。第二輪投票於11月21日舉行。根據烏克蘭中央選舉委員會在11月23日公佈之結果，第二輪投票中亞努科維奇獲得最多票數而勝出了本場選舉。但選舉結果被尤先科和其支持者與很多國際觀察員指本場選舉涉及舞弊成份，而對是次選舉結果不予承認。
而這次事件導致烏克蘭爆發政治危機，被稱為「橙色革命」。和平示威者呼籲當局應重新舉行第二輪投票選舉。最後烏克蘭最高法院正式下令取消第二輪投票結果，並下令須重新舉行第二輪投票。
12月26日，第二輪投票經重新舉行，結果由尤先科勝出。國際觀察員的報告指出經重新舉行的第二輪投票比前一次的第二輪投票更公平。

## 候選人
本場總統選舉共有二十六位參選人被提名及參與。
而選舉中的兩大對手分別為時任總統的候選人亞努科維奇和反對派領導人尤先科。
亞努科維奇從2002年開始擔任乌克兰总理一職直至選舉，他獲得將卸任的總統庫奇馬和时任俄羅斯總統普京支持。
而尤先科就表示其親西方的立場，所以獲得歐盟國家與美國支持。

## 結果
| 選舉結果                        |                                 |            |        |            |        |                         |        |
| 候選人                          | 提名政黨                        | 第一輪投票 | %      | 第二輪投票 | %      | 第二輪投票 （重新舉行） | %      |
| 維克多·尤先科                   | 獨立參選                        | 11,188,675 | 39.90  | 14,222,289 | 46.61  | 15,115,712              | 51.99  |
| 維克多·亞努科維奇               | 地區黨                          | 11,008,731 | 39.26  | 15,093,691 | 49.46  | 12,848,528              | 44.20  |
| 亞歷山大·莫羅茲                 | 烏克蘭社會黨                    | 1,632,098  | 5.82   |            |        |                         |        |
| 彼得·西蒙年科                   | 烏克蘭共產黨                    | 1,396,135  | 4.97   |            |        |                         |        |
| 娜塔莉娅·维特连科               | 烏克蘭進步社會黨                | 429,794    | 1.53   |            |        |                         |        |
| 其他                            | 其他                            | 988,363    | 3.53   |            |        |                         |        |
| 反對所有候選人                  | 反對所有候選人                  | 556,962    | 1.98   | 707,284    | 2.31   | 682,239                 | 2.34   |
| 廢票／白票                      | 廢票／白票                      | 834,426    | 2.97   | 488,025    | 1.59   | 422,492                 | 1.45   |
| 總票數                          | 總票數                          | 28,035,184 | 100.00 | 30,511,289 | 100.00 | 29,068,971              | 100.00 |
| 投票率（選民人數 37,613,022人） | 投票率（選民人數 37,613,022人） |            | 74.54  |            | 81.12  |                         | 77.28  |
| 參考資料：                      |                                 |            |        |            |        |                         |        |

### 選區地圖
| Viktor Yushchenko (First round) | Viktor Yushchenko (Second round) | Viktor Yushchenko (Final round) |
| Viktor Yanukovych (First round) | Viktor Yanukovych (Second round) | Viktor Yanukovych (Final round) |
| Olexandr Moroz (First round) -  |                                  |                                 |

## 首輪投票

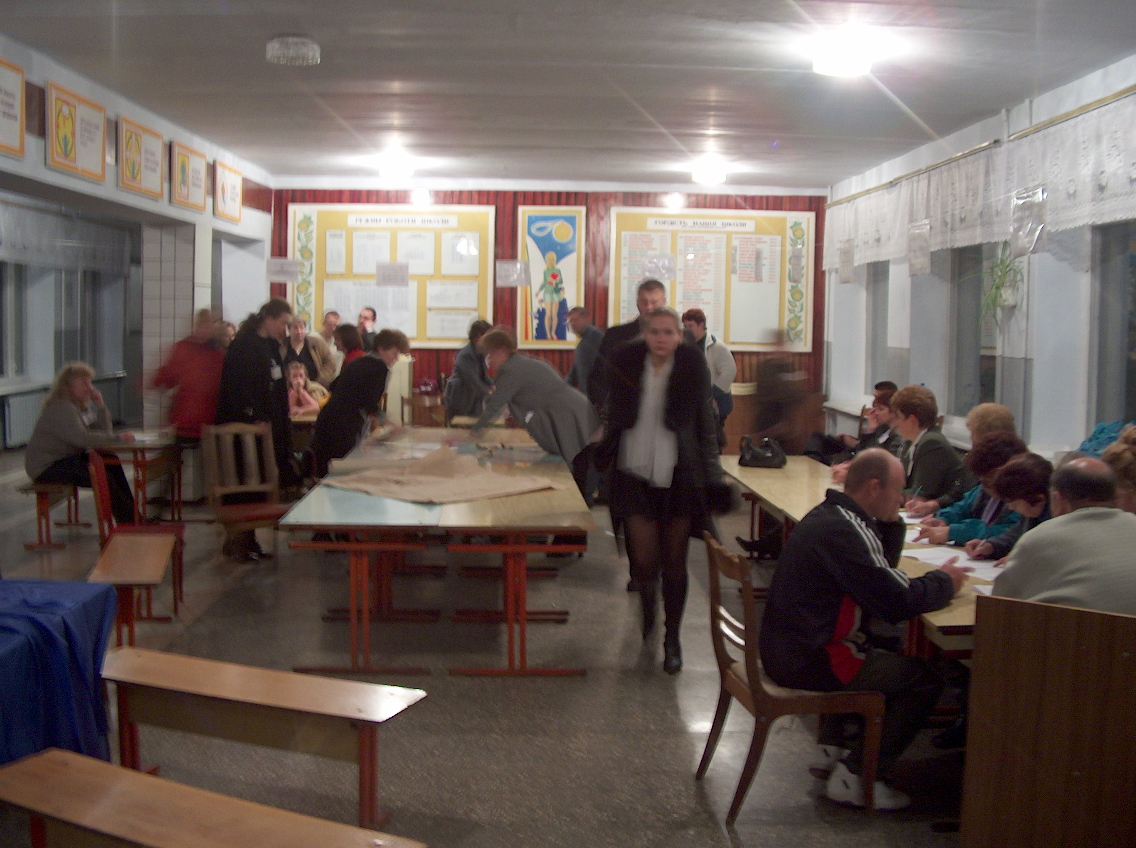
卡緬涅茨-波多利斯基第一輪投票中的選民，2004年10月31日。

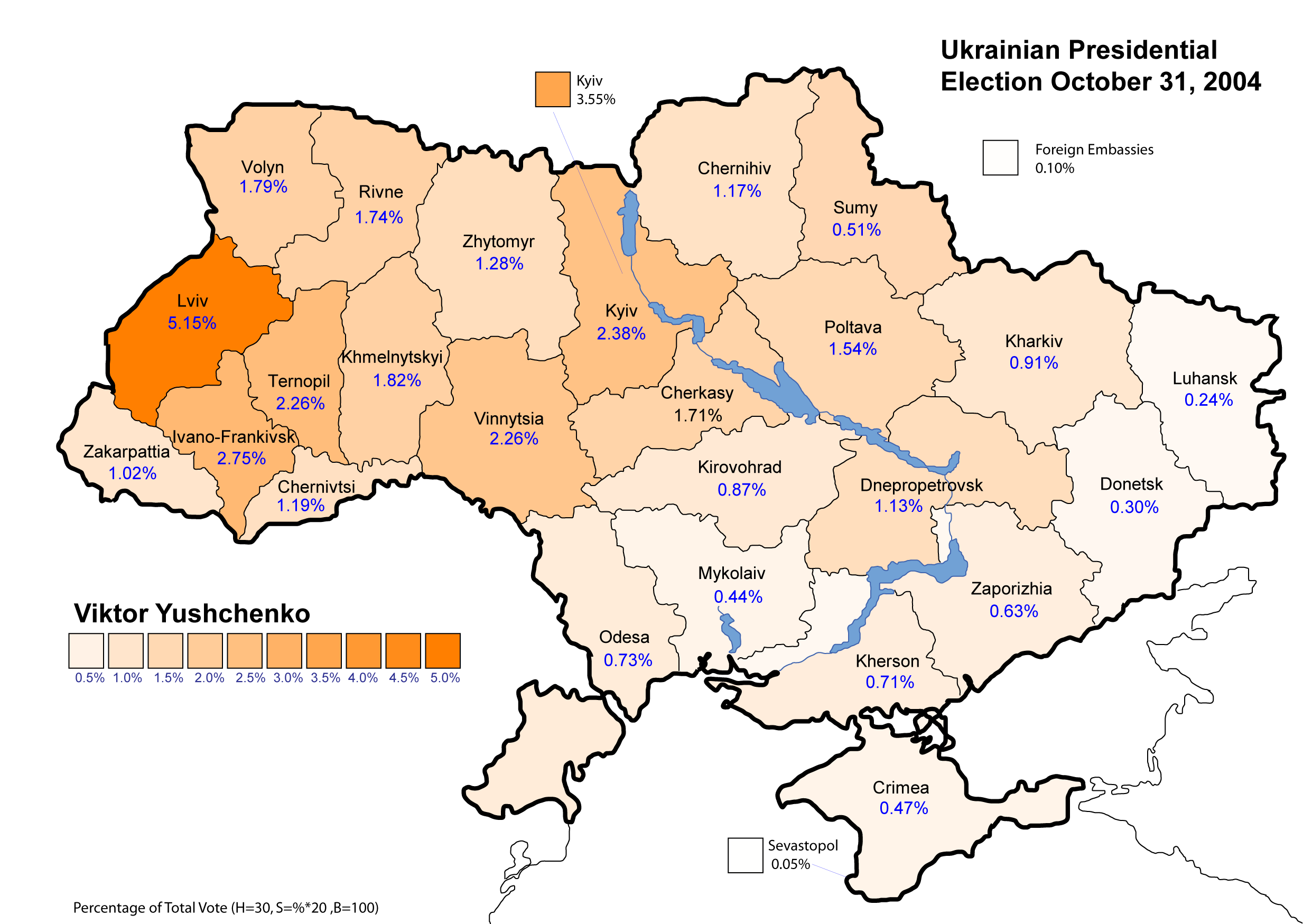
尤先科（第一輪）與全國總投票率

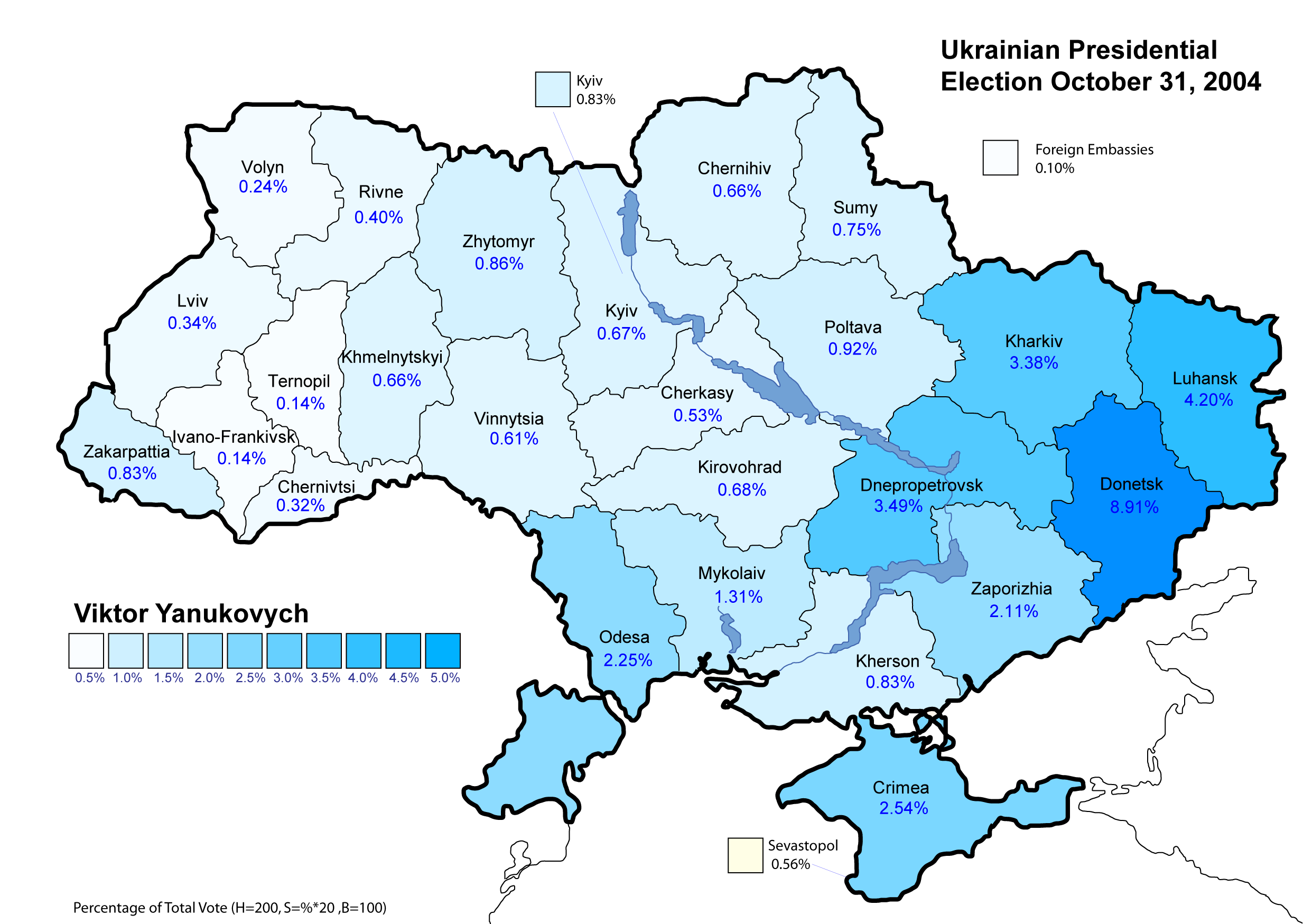
亞努科維奇（第一輪）與全國總投票率

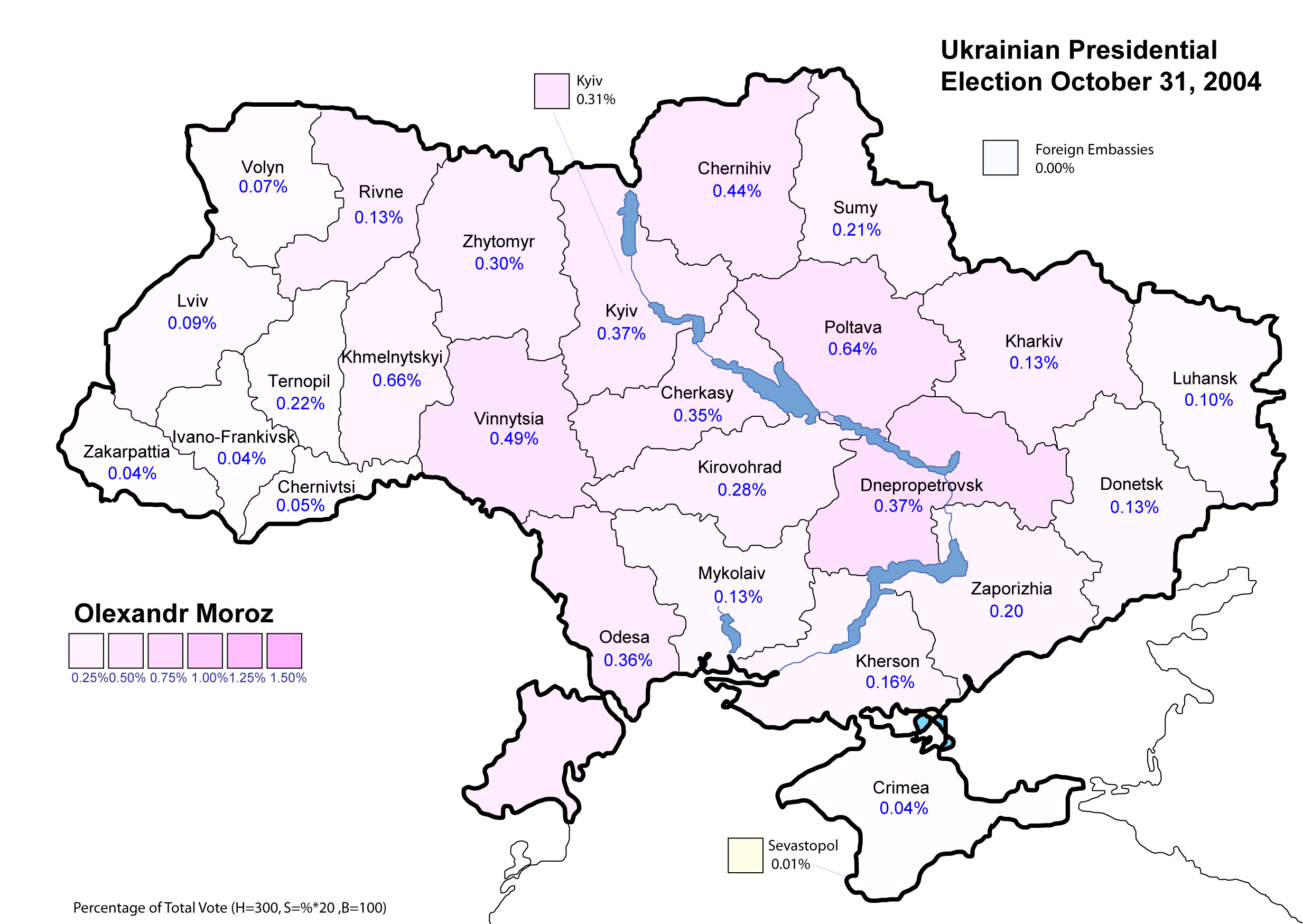
奧列克山大·莫羅茲（第一輪）與全國總投票率

在2004年總統選舉的初步投票在10月31日舉行，2004年官方記錄結果尤先科以39.87個百分點得票率領先亞努科維奇的39.32個百分點。由於沒有候選人已獲得50％的絕對勝利票數，第二輪投票已定於11月21日舉行。雖然在第一輪投票有高達75％的投票率，但觀察員的報告揭示出許多違規行為，特別是被視為最支持尤先科的地區。目前還不清楚這些行為對結果有多少的影響。
總共有28,035,184名民參加了第一輪投票。分別的初步投票結果如下：
| 參選人                            | 提名人                          | 所佔百分比 | 得票數     |
| --------------------------------- | ------------------------------- | ---------- | ---------- |
| 維克多·尤先科                     | 獨立                            | 39.90      | 11,118,675 |
| 維克多·亞努科維奇                 | 地區黨                          | 39.26      | 11,008,731 |
| 亞歷山大·莫羅茲                   | 烏克蘭社會黨                    | 5.82       | 1,632,098  |
| 彼得·西蒙年科                     | 烏克蘭共產黨                    | 4.97       | 1,396,135  |
| 娜塔莉娅·维特连科                 | 烏克蘭進步社會黨                | 1.53       | 429,794    |
| 阿納托利·基納赫                   | 烏克蘭工業家和企業家黨          | 0.93       | 262,530    |
| Oleksander Mykolayovych Yakovenko | 工農共產黨                      | 0.78       | 219,191    |
| Oleksandr Omelchenko              | 團結黨                          | 0.48       | 136,830    |
| Leonid Chernovetsky               | 自我提名                        | 0.45       | 129,066    |
| Dmytro Korchynskyy                | 自我提名                        | 0.17       | 49,961     |
| Andriy Chornovil                  | 自我提名                        | 0.12       | 36,278     |
| Mykola Hrabar                     | 自我提名                        | 0.07       | 19,657     |
| Mykhaylo Brodskyy                 | 自我提名                        | 0.05       | 16,498     |
| Yuriy Zbitnyev                    | 新力量黨                        | 0.05       | 16,321     |
| Serhiy Komisarenko                | 自我提名                        | 0.04       | 13,754     |
| Vasyl Volha                       | 非政府組織「公共控制」          | 0.04       | 12,956     |
| Bohdan Boyko                      | 烏克蘭人民運動團結黨            | 0.04       | 12,793     |
| Oleksandr Rzhavskyy               | 聯合家庭黨                      | 0.03       | 10,714     |
| Mykola Rohozhynskyy               | 自我提名                        | 0.03       | 10,289     |
| Vladyslav Kryvobokov              | 儲蓄和社會保障人民黨            | 0.03       | 9,340      |
| Oleksandr Bazylyuk                | 烏克蘭斯拉夫黨                  | 0.03       | 8,963      |
| Ihor Dushyn                       | 烏克蘭自民黨                    | 0.03       | 8,623      |
| Roman Kozak                       | 烏克蘭民族主義者組織            | 0.02       | 8,410      |
| Volodymyr Nechyporuk              | 自我提名                        | 0.02       | 6,171      |
| Hryhoriy Chernysh                 | 病人康復黨                      |            | 退選       |
| Vitaliy Kononov                   | 烏克蘭綠黨                      |            | 退選       |
| 反對所有候選人                    | 反對所有候選人                  | 1.98       | 556,962    |
| 廢票/白票                         | 廢票/白票                       | 2.97       | 834,426    |
| 總票數                            | 總票數                          | 100.00     | 28,035,184 |
| 投票率（選民人數 37,613,022人）   | 投票率（選民人數 37,613,022人） | 74.54      |            |

## 第二輪投票

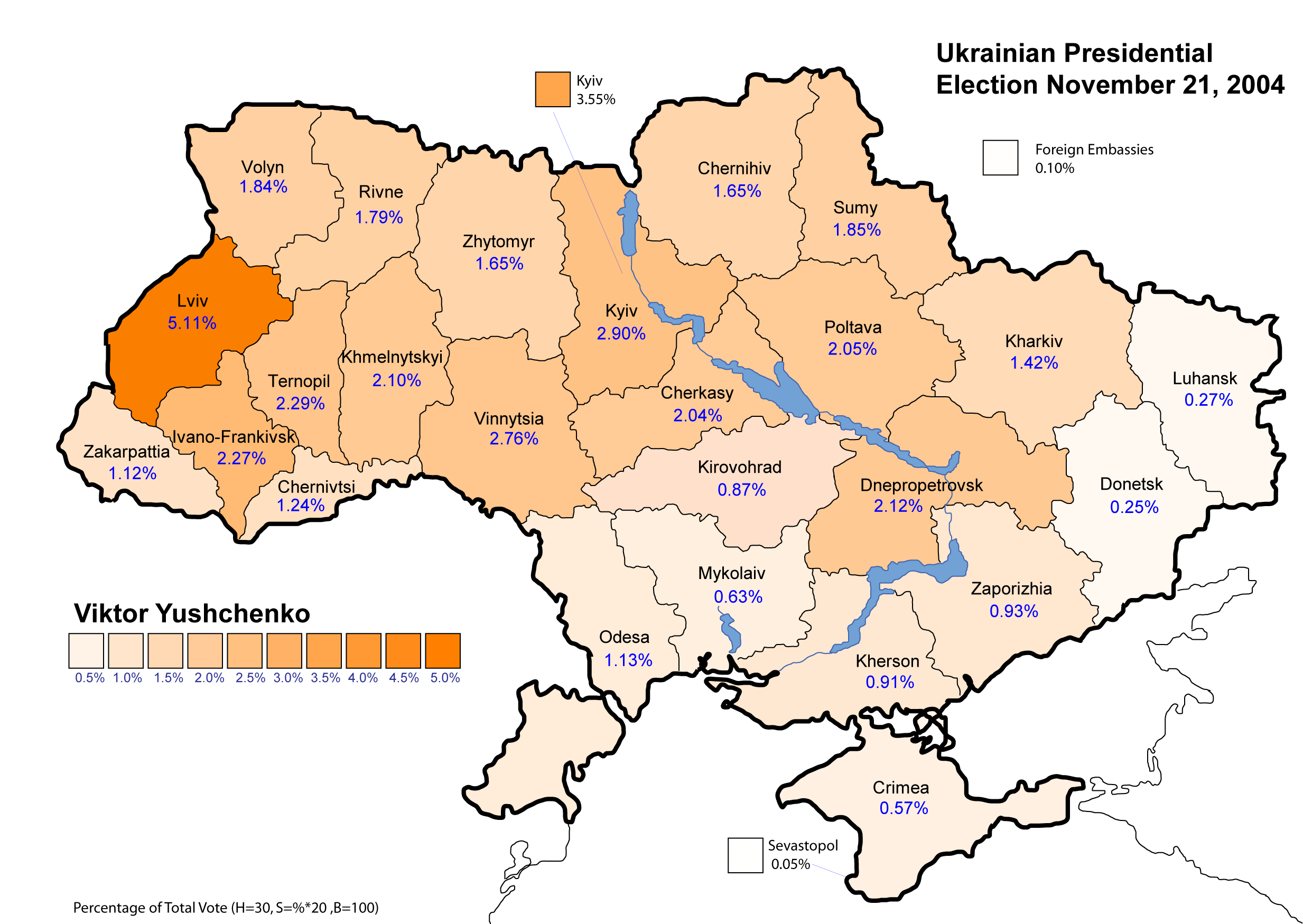
尤先科（第二輪）與全國總投票率

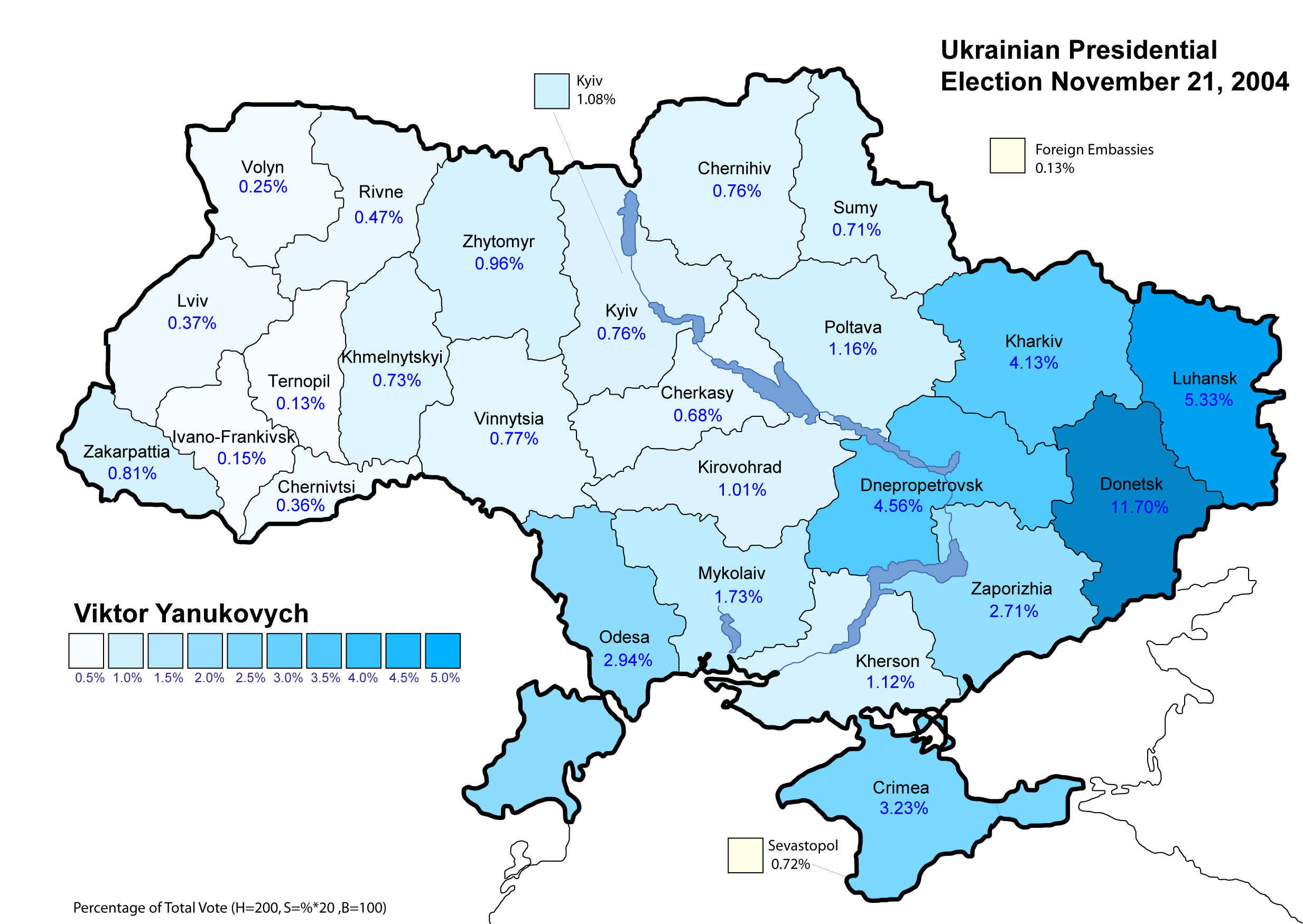
亞努科維奇（第二輪）與全國總投票率

在11月21日決勝輪投票中，烏克蘭選舉委員會宣布亞努科維奇總理與尤先科所得的選票分別為49.42％和46.69％。歐洲安全與合作組織（OSCE）表示本次選舉並不符合「國際標準」，而美國資深選舉分析員Richard Lugar稱其為「選舉日的實行了一項協調一致和強而有力的欺詐方案」（concerted and forceful program of election day fraud）。

## 國際反應和影響
許多評論家認為選舉受到外部勢力，特別是美國、歐盟和俄羅斯的影響。美國支援尤先科（美國國務卿亨利·基辛格、前美國國家安全顧問布熱津斯基和美國參議員約翰·麥凱恩都以官方或私人身份訪問過基輔)，而俄羅斯總統普京則公開支援亞努科維奇。在媒體中曾對兩位候選人進行對比分析，尤先科代表親西方基輔居民以及農村的烏克蘭人，而亞努科維奇代表東歐、親俄的工業勞動者。
更具體地說，尤先科勝利將代表烏克蘭和其他獨立國家聯合體國家間的融合停止，並且可能取消烏克蘭與歐亞經濟共同體中俄羅斯、烏克蘭、白俄羅斯和哈薩克斯坦之間的經貿協議。他可能反而進一步增加烏克蘭融入歐洲和可能成為歐盟和北約的成員國。亞努科維奇已經答應會像其他獨聯體國家如白俄羅斯、哈薩克斯坦和吉爾吉斯斯坦把俄羅斯語定位其中一種官方語言。

## 重新第二輪投票
重新進行投票的最後結果記錄，尤先科獲得51.99%的選票，而亞努科維奇則獲得44.19%的選票。於11月21日投票相比，尤先科票增加5.39%，而亞努科維奇則減少5.27%。
亞努科維奇承在2004年12月31日承認失敗和隨後在同一天辭去烏克蘭總理職務。儘管尤先科勝利，在重新第二輪投票中可得知，支持各候選人的區域保持不變。南部和東部省份夠支持亞努科維奇，西部與中部地區則支持尤先科。
烏克蘭最高法院在一月六日拒絕了亞努科維奇對選舉選舉委員會舉行的選舉之上訴申請。
2005年1月10日烏克蘭選舉委員會正式宣佈尤先科獲勝，然後在1月11日公佈最終選舉結果，為尤先科通向總統寶座的道路掃除障礙。官方就職儀式在1月23日約中午時分舉行，尤先科根據憲法宣誓就任總統，成為第五任烏克蘭總統。
2009年11月亞努科維奇表示，雖然他在選舉中的勝利最後被「帶走」，但他認為是自己放棄了這場勝利以避免流血衝突。他說：「我不想母親失去她們的子女和妻子失去她們的丈夫。我不想屍體從基輔流入第聶伯河。我不想通過流血掌權。」

## 後續發展
儘管聲稱令人信服的證據指出前任烏克蘭總統列昂尼德·庫奇馬曾涉及選舉舞弊，不過烏克蘭中央選舉委員會指因沒有刑事選舉欺詐的指控存在，所以並沒有起訴任何高級官員。烏克蘭總檢察官逮捕了幾個公眾人物。在2005年上半年開始審理選舉舞弊指控，但沒有引人注目的疑犯被移交法院。2005年9月23日，在尤先科宣佈一項與地區党的協定中，他答應特赦在2004年烏克蘭總統選舉期間因操縱選票而被定罪者。
2010年烏克蘭總統大選期間，亞努科維奇的競選承諾中提及要防止選舉舞弊，他表示：「我們將妥善應對所有挑釁和企圖製造假選舉結果。」

## 外部連結
- Central Election Commission of Ukraine — Resolution on official final results （乌克兰語）
- Serhiy Vasylchenko: Electoral Geography of Ukraine 1991 - 2010（页面存档备份，存于）
- European Parliament resolution[]
- Christian Science Monitor: One election, two Viktors（页面存档备份，存于）
- PINR - Ukrainian Presidential Elections: To East or West?
- A description of the procedure by an international observer（页面存档备份，存于）
- Complete 2004 Election Results